# Aquincum (történelmi település)

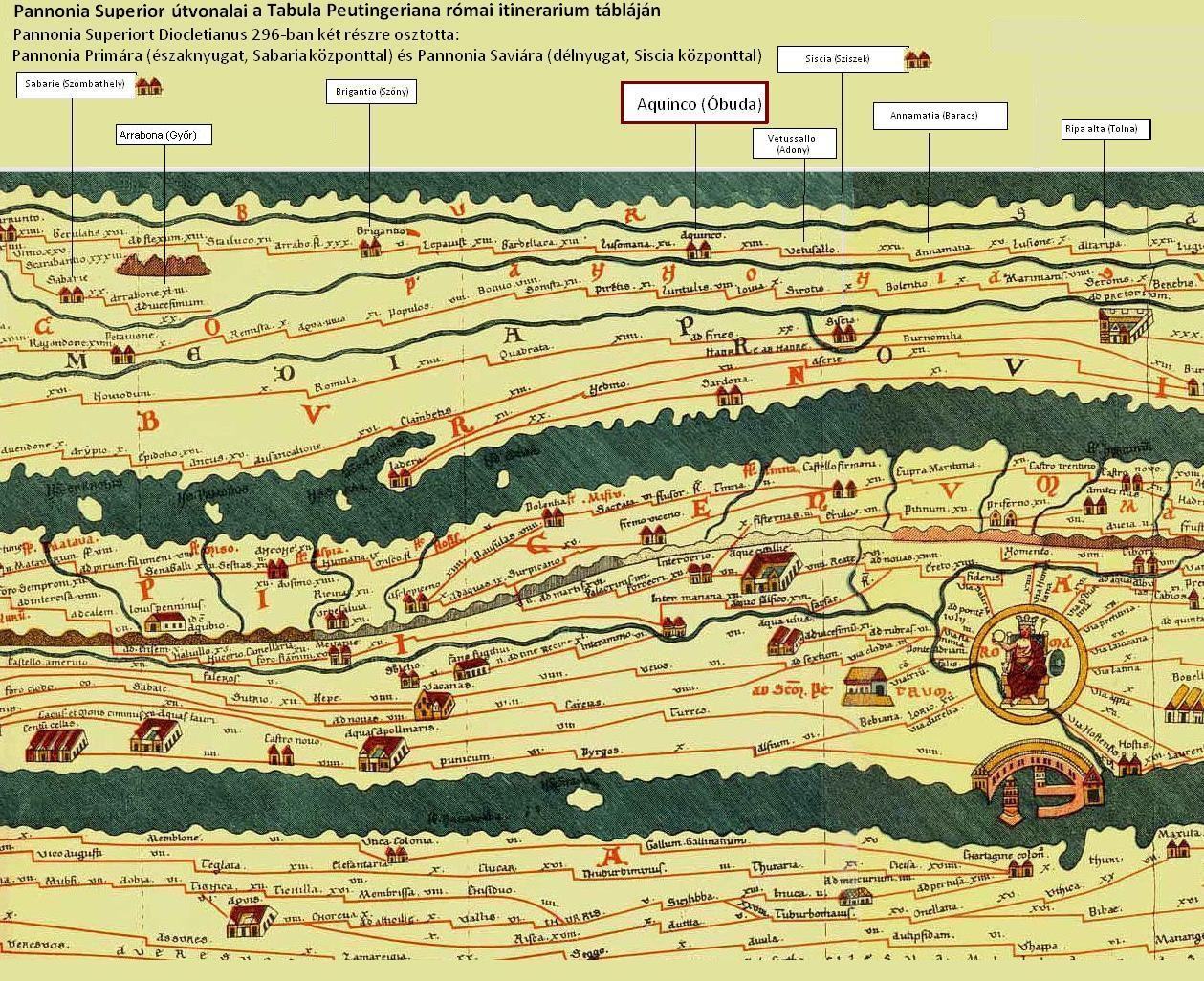
Aquincum (Aquinco) a római kori úthálózatot ábrázoló Tabula Peutingeriana térképen

Aquincum római katonai tábor és polgári település volt a mai Budapest (óbudai) területén. A rómaiak az első század második felében foglalták el a Dunántúlt. Budapest területének írásos történelme a római helyőrséggel, Aquincummal kezdődik, amelyet 89 körül alapítottak a Duna jobb partján, egy kelta település közelében. Aquincum 106-tól a 3. század végéig Alsó-Pannónia központja volt, majd Pannonia Valeria része lett. Virágkora a 2–3. századra esett. A középkor történetírói Aquincum romjait Szikambria mondabeli város romjainak vélték.
1778-ban egy óbudai sváb szőlősgazda római padlófűtés (hypocaustum) maradványaira talált munka közben. A leletet Schönvisner István azonosította Aquincum városával. A II. világháború utáni helyreállítási munkák és a folyamatos korszerűsítések óriási földmunkái folytán sorra kerülnek elő a föld alól az ókori emlékek, ezért a kétezer éves Aquincum nemcsak a jelenlegi romterület, hanem a teljes budai oldal és a pesti belváros területe is.

## Nevének eredete
Aquincum neve feltehetően az Aq- illír (esetleg kelta) tőből ered, és vizet jelent, így nem tarthatjuk kizártnak az „aquae quinque” (öt víz) szóösszetételből való származtatást sem.

## Előzmények
A Római Birodalom terjeszkedése minden irányban azonos módon ment végbe. Első lépésként kereskedelmi kapcsolatokat építettek ki, utána szerződéses viszonyt alakítottak ki a helyi törzsi arisztokráciával és az írástudó réteggel, a harmadik szinten már laza katonai felügyeletet gyakoroltak a megszállandó vidéken. Ekkor rendszerint egy praefectus ügyelte határra időszakosan felvonuló segédcsapatokat, amik eleinte sátortáborokban, majd barakkokban éltek. A negyedik lépésben épült ki a tulajdonképpeni új határvonal a már állandó tartózkodásra alkalmas katonai táborokkal, őrtornyokkal, erődökkel. Ennek a több lépésből álló stratégiának a kivitelezése akár 50 évet is igénybe vehetett, eredménye az volt, hogy a helyi lakosság megtanult latinul, megismerte a római pénzeket, bekapcsolódott a kereskedelembe, elsajátította néhány korábban még nem ismert árucikk gyártását, és egynémely találmányt, kényelmesebb életet szolgáló egyszerűbb módszert is átvett.
Pannonia bekapcsolása a Római Birodalomba is így ment végbe. Ekkor ezen a területen különféle népcsoportok éltek: kelták, pannonok, illírek, akiknek önálló törzsi kormányzatuk volt. Többségük ellenséges viszonyban állt a többi törzzsel. A rómaiak civitasnak nevezték a törzsi területeket, de a civitas nem mindig teljesen azonos a törzsi területekkel.
A római megszállás stratégiájának első 3 lépcsőfokára Aquincum térségében már az i. e. 1. század utolsó évtizedei és az 1. század első évtizedei között sor került, kereskedelmi kapcsolatok, szerződéses viszony és katonai felügyelet formájában. Ezt bizonyítja a Gellért-hegyi oppidumból előkerült, helyben gyártott kerámia és a helyi pénzverés.
Az oppidumon kívül is voltak kelta települések ezen a területen. A mai Diósdon, Aquincum határában is létezett kelta falu, de ezek lakói csupán peregrinus joggal rendelkeztek, még nem kaptak római polgárjogot. Katonai ellenőrzés alatt tartották e falvakat, de a decuriójukat, vagyis vezetőjüket a helyi arisztokrácia tagjai közül választották ki. Diósdon egy birtokon síremlék került elő, aminek a felirata Blandus fia Alorix, decurio Eraviscorumként nevezi az elhunytat, akinek nevéből kitűnik, hogy az apa latin neve után a fiú visszatért ősi, eraviszkusz nevéhez. Két kelta falu neve is ismert: vicus Vindonianus a mai Békásmegyer helyén, vicus Basoretensis a Kiscelli magaslaton feküdt. Később ezeket a falvakat elővárosként csatolták Aquincumhoz.

## Története

### Aquincum katonai szerepe

#### Katonai táborok a légiótábor előtt
Aquincum az eraviszkuszok civitasának a szélén feküdt, stratégiai fontosságú helyen. A terepviszonyok miatt a Dunakanyar kevéssé volt védhető, így a Gellért-hegynél volt a Felső-Duna egyik legfontosabb átkelőhelye, amit a rómaiak megjelenése előtt az eraviszkuszok felügyeltek. Ezt és a Duna több más átkelőhelyét katonai táborral kellett megerősíteni. Különösen fontosak voltak a szigetek, mert ezek csúcsainál a folyó beszűkült, és természetesen a magaslatok is fontos stratégiai pontnak számítottak. Ezen pontok mentén kellett kialakítani a limest, ami két következménnyel járt:
- a Gellért-hegyi oppidumot és a többi falut hátrébb kellett tolni a katonai zónától, és
- a budapesti limesszakasz fontos pontjaira állandó jelenlétű katonai egységeknek, az 500 fős lovas alakulatoknak tábort kellett építeni.

Nagytéténytől Békásmegyerig hat ilyen pont van a Dunán. A szigetek végpontjai valamint a Dunába ömlő folyók torkolatai, mivel a távolsági utak e folyók mentén értek a Dunához. Akkoriban a folyó vízszintje sokkal alacsonyabb volt a mainál, ezért volt szükséges az átkelő helyeket védeni. Ennek a hat veszélyeztetett pontnak a megerősítése és erődítése is ismert a legújabb ásatásoknak köszönhetően. A hat pont ismerete azért jelentős, mert azelőtt csak három létezéséről tudtak, és fel sem merült a másik három szükségessége. A 6+1, napjainkban többé-kevésbé felszínre hozott castrum és segédcsapattábor az 1. századból, Claudius és Vespasianus idejéből valók. A legújabb kutatások szerint két fázisban építették be a határvonalat, délről észak felé haladva.
- Campona-Nagytétény 50 körül létesült, korai alaprajza részben ismert. Első helyőrsége a cohors prima Tungrorum Frontoniniana volt.

- Albertfalva, amelynek ókori neve nem ismert, szintén 50 körül létesült. Jelenleg az egész pannoniai határvonalon a legjobban feltárt auxiliaris (azaz segédcsapat-) castrum, védművei és beépítésrendszere, valamint a tábort körülvevő vicus militaris épületei is ismertek.

- A Gellért tér déli oldala a hegy lábánál, a Csepel-sziget északi végénél, mocsaras területen is volt egy segédcsapattábor, amelynek a vicus militarisa ismert. Fazekastelepe a 2. század elején is működött.
- Fő utca-Bem tér (Víziváros). Itt castrum állt 45–50-től. Első helyőrsége az ala Hispanorum prima volt. Közfürdője a vicusban (a déli táborkapun kívül) a Fő utcában, az egykori török, a mai Király gyógyfürdő helyén volt. Főutcája a mai Fő utca alatt fut.
- A Lajos utca-Árpád híd térségében a castrum építési felirata 73-ból való, és úgy tűnik, egy korábbi kisebb tábor helyére építették. Védműveit mind a négy oldalon feltárták, és több épülete is ismert. Helyőrsége az ala prima Tungrorum Frontoniniana volt, temetőjéből, a mai Lajos utca mentén több lovas katona sírköve is előkerült.
- A Hajógyári-sziget mindkét végénél, a budai oldalon is állt egy-egy segédcsapattábor, amik közül az északi a későbbi polgárváros helyén terült el.
- A Mozaik utca-Miklós utca térségében végzett ásatások megerősítették, hogy itt is állt egy castrum, őrtorony, az Aranyhegyi-patak torkolatát védendő. A patakon át hidat is kellett verni, ennek nyomai is előkerültek.

A 40-es-50-es évek közötti csapatelhelyezések idején az ide érkezett lovas alakulatok magukkal hozták kézműveseiket is: fegyverkovácsokat, fazekasokat, kőfaragókat, szövőket), de a helyőrségek ellátásába bevonták a helyi lakosságot is.
Ma a felsorolt segédcsapattáborok, valamint a később épített Contra-Aquincum és Transaquincum helyén egy-egy Duna-híd ível át a folyón.
A segédcsapattáborok katonasága 3-4000 főt számlált, akik mellé erősítésül egy légiót helyeztek Domitianus uralkodása alatt. Az erősítés odahelyezésének oka az volt, hogy a birodalom ezekben az években próbálta meghódítani a leendő Dacia provinciát, ami nem ment zökkenőmentesen, háborúskodások nélkül. A légió 6000 fős volt, így Aquincumot 10 000 fő védte a barbárok támadásai ellen.

#### A légiótábor
A 6000 fős légiótábort, ami a Hajógyári-szigettel szemközti Duna-parton, a déli és északi segédcsapattábor közötti terület nyugati részén helyezkedett el, 89-ben, Domitianus császár jelenlétében avatták fel. Ettől az időponttól számítjuk Aquincum megalapítását. A légió jelenléte nem azért volt fontos, mert jelentős létszámemeléssel járt, hanem mert a légió tagja csak római polgárjoggal rendelkező férfi lehetett, akik városi lakosok voltak és magasabb volt az iskolai végzettségük is. Az első helyőrséget, a legio II Adiutrixot Britanniából helyezték át erre a területre, soraiban többnyire italikuszok szolgáltak. Feladatuk a béke biztosítása mellett a romanizáció volt. Ők terjesztették a római szokásokat, mint például a napi tisztálkodás, a nyilvános fürdők látogatása, szabadtéri játékok az amfiteátrumban, áldozatok bemutatása.
Az első légiótábort a 2. században lebontották. Ez 520x540 méteres volt, de a keleti erődfal helye bizonytalan. Katonái közül sok név szerint ismert, köztük az egyik legtöbbször emlegetett Caius Castricius Victor, vagy a későbbi aquincumi helytartó, Marcius Turbo.
A második légiótábort Traianus ideje alatt építették, tágasabb volt elődjénél, és attól délre illetve a Dunától kicsit messzebb épült fel. 160 centiméter vastag falát tornyok védték és kívülről vizesárok övezte. Négy kapuja közül hármat feltártak, és kettő műemléki helyreállítása is megtörtént. A római táborokat úgy építették, hogy előbb a közműrendszert, azaz a folyó- és szennyvízcsatornát készítették el, csak ezután húzták fel az erődfalakat. Az aquincumi tábor teljes közműrendszerét sikerült rekonstruálni.
A tábor a 2-3. század folyamán, a markomann háborúk utáni javítások ellenére nagyjából ugyanolyan maradt. A középpontban állt  a principia a parancsnoki épülettel, és a táborszentéllyel. A belső udvarról nyíltak az irodák és az irattárak. Az első részben voltak a kaszárnyák és raktárak, ezek mellett a tábori kórház, a valetudinarium, ami mellett szintén raktársor állt. A tábor hátsó részében élelmiszert előállító üzemek voltak. A lóistállók a főutca mentén sorakoztak, hogy a lovaskatonák riadó esetén gyorsan ki tudjanak vágtatni a főkapun. Az aquincumi légiótáborban több, a későbbiekben híressé vált hadvezér és politikus is szolgált.

#### Helytartói székhely létesítése

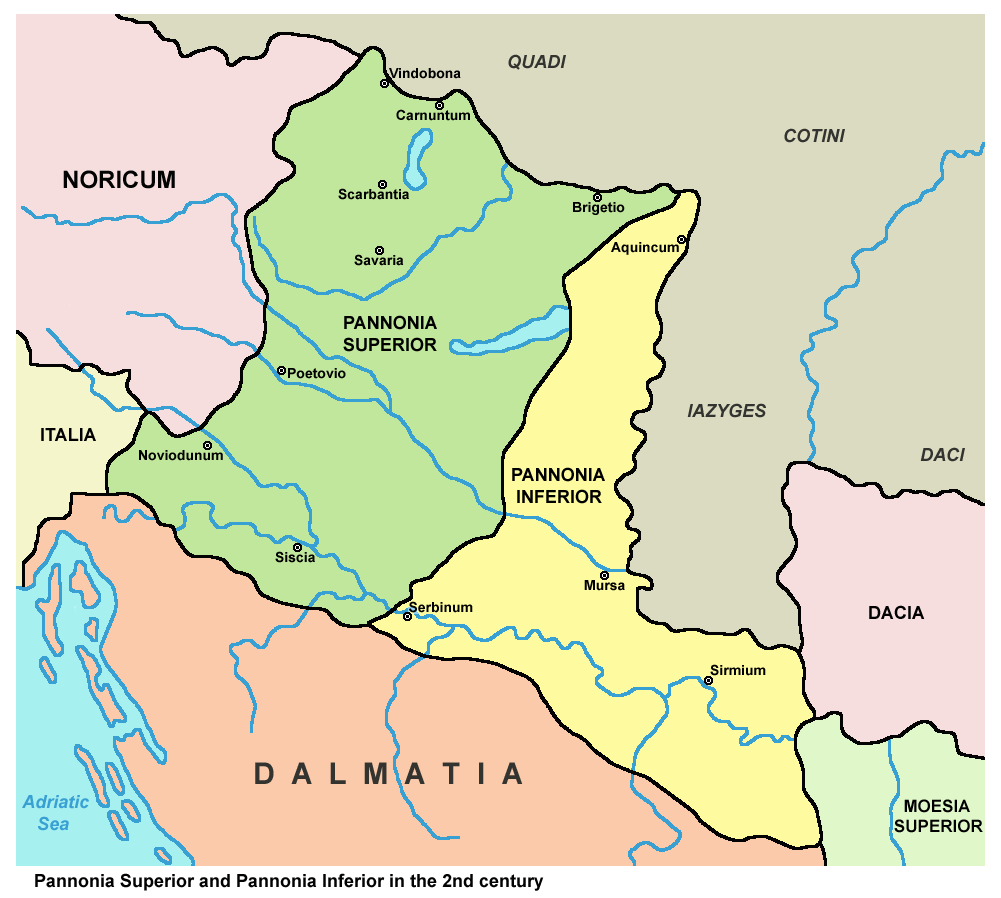
Pannonia legfontosabb városai

A Dacia meghódítását célzó törekvések miatt, miután az egyik légiót Aquincumba vezényelték, és így már négy légió állomásozott a Duna mentén (Aquincumon kívül Carnuntumban, Vindobonában és Brigetióban), szükségessé vált a közigazgatás átalakítása is. Traianus római császár 106 táján kettéosztotta Pannonia provinciát, a két rész, Pannonia Inferior és Pannonia Superior között a határ nagyjából észak-déli irányú volt. Superior mintegy kétszer akkora volt, mint Inferior, és Aquincum ez utóbbinak lett a székhelye. Superiort consuli rangban lévő helytartó irányította, míg Inferiort csak praetori rangú, consulságra jelölt helytartó. A két vezető irodájának létszámában is volt különbség: Inferior hivatalnokainak száma csak a fele Superiorénak. Az, hogy mindkét székhely (Superioré Carnuntum) a Római Birodalom határán volt, mutatja a birodalom abbéli szándékát, hogy a Duna északi partján legalább egy sávnyi területet megszálljon, mivel ez szükséges volt a folyami közlekedés és szállítás biztonságossá tételéhez.
A székhely létesítése hozzájárult Aquincum polgári fejlődéséhez is. A helytartói apparátus nagy része a légióban szolgáló férfiakból állt: jogászokból, gazdasági szakemberekből, mérnökökből, orvosokból, technikusokból. Mivel a haditechnikára mindig volt anyagi forrás, a legjobb szakemberek a hadseregben szolgáltak. Béke idején ezek az emberek és az irányításuk alatt lévő speciális alakulatok a városok fejlesztésébe segítettek be.

#### Az ellenerődök
A markomann háborúk ebbe a békés időszakba (a Pax Romanába) szóltak bele. Marcus Aurelius császár emiatt többször időzött Aquincumban. A háborúk nem hoztak eredményt, ezért a limesszakaszra lovas barbárokkal azonos harcmodorú alakulatokat rendelt Syriából és Africából. Ezek a különböző etnikumból származó katonák főleg a háború befejeztével voltak hatással Aquincum társadalmára. Commodus uralkodása alatt, a háborúk tanulságaként építették meg Transaquincum és Contra-Aquincum ellenerődjeit, illetve az újjáépített táborok között az őrtornyok (burgusok) láncolatát.

#### Felújítás
A légiótábor valamennyi fontos létesítményét felújították Caracalla alatt, köztük utoljára bővítették és renoválták a helytartói palotát, és megújították azt a rendeletet, ami szerint a katonai célú létesítményeket tilos díszíteni, és a légiótáboron belül nem hadászati célú építkezésekbe fogni. A légiótábor felújítására azért került sor, mert Caracalla 214-ben újabb közigazgatási reformot hajtott végre, aminek során kiigazította a Superior és Inferior közti határt, így két azonos méretű provincia keletkezett és mindkettőben 2-2 légió állomásozott. Az új helyzetet Aquincumban hirdették ki. Az ünnepségeken, amiket az amfiteátrumban tartottak a császáron kívül az anyja is részt vett.
Caracalla után, Gallienus császár idejében a roxolán-szarmata háborúk Észak-Itáliát is elérő dúlásai nyomán a császárnak gyökeresen meg kellett változtatnia hadserege felépítését és a határpolitikáját. Pannonia és benne Aquincum szerepe megnőtt, mivel a barbárok az Alföld és az Al-Duna mentén támadták a birodalmat. Ennek a megerősödésnek a volt az eredménye, hogy a pannoniai származású katonák gyors és fényes karriert tudtak befutni, nem egy közülük a császári trónt is elnyerte. A háborúk másik következménye a volt, hogy a császár újjáépíttette a Duna bal partján, ellenséges területen lévő erődöket, és újakat is építtetett, valamint felújították a megsérült légiótáborok épületeit is.

#### Az utolsó évtizedek
Diocletianus Pannonia provinciát 4 részre osztotta, Aquincum maradt az új Valeria provincia katonai székhelye. A polgári vezető, a praeses valószínűleg akkor költözött a provincia belsejébe, amikor 320–330 között az új castrumot építették.
A castrum a régi légiótábor mellett helyezkedett el, annak nyugati falát keleti falként használva, közvetlenül a Duna partján. Építését a barbár támadások mellett az is szükségessé tette, hogy új kőhajítógépek (katapultok) jelentek meg, amik sokkal messzebbről sokkal magasabbra és nagyobb erővel tudták kilőni a lövedékeket, így a régi légiótábor védelmi ereje már nem volt elegendő. Az új castrum falai átlagosan 3,2 méter vastagok lettek, magasságuk 10–12 méter, a befelé forduló tornyok helyett most kifelé fordulókat építettek, amik például Aquincumban már nem síkkal határolt falúak, hanem mélyen íveltek voltak. Csak két kapuja volt és teknő alakú vizesárkot ástak köré, aminek a szélessége átlagosan 6-8 méter volt. Nagy változás volt, hogy a kőhajítógépek miatt minden fontos építményt a falhoz tapasztottak, amelyek korábban a tábor közepén álltak. A falnál állt a szentély is, ami ekkor már keresztény kápolna vagy templom volt, köszönhetően I. Constantinus 322-es türelmi rendeletének. A castrumot, ami eredetileg 700×300 méteres volt, az 5. század fordulóján kisebbre építették át, de déli fele változatlan maradt. Ezen a helyen, a régi kikötő helyén, nagy raktárrendszer állt, ahol a hosszabb ostromra számítva őrizték a gabonát. A későbbiek folyamán a castrum mentsvárként is szolgált a környékbeli népesség részére.
Az állandó támadások miatt a lakosság fokozatosan elhagyta Aquincumot, és a provincia belsejébe, vagy még messzebb költözött, ezért a helyükbe szerződéssel, kevésbé romanizált barbárokat kellett telepíteni. Aquincum az ő hatásukra is fokozatosa elbarbarizálódott, amit segített, hogy a folyó bal partjáról már átjártak az emberek Aquincumba, ettől a ponttól már a régészeti leletekben sem mutatható ki jelentős különbség.

### A polgárváros
A légiótábor körül, katonai területen jött létre a polgárváros, ami iparosok, kereskedők által lakott városias település volt, de városi joggal nem rendelkezett. A városka növekedését elősegítette, hogy a rendszeres és magas jövedelemmel rendelkező katonaság, a helytartó és kísérete nemcsak a helyi árukat, de a távolabbról érkező drágább itáliai, galliai és Rajna-vidéki árukat is meg tudta vásárolni. Így 124-ben Hadrianus, akkor már császárként municipium rangra emelte a katonai területen kívül fekvő, főleg eraviszkuszok által lakott polgári települést, ami már Traianus idején városias jelleget öltött, s ekkor már fallal vették körül.
Ipari termékei közül a terra sigillata volt az egyik legkelendőbb, ami főként Pacatus fazekasműhelyéből került ki, és keresett luxuscikk volt. A termékek az itt élő civil és katonai kereskedők (negotiatores) révén jutottak el más provinciákba.

### Aquincum feladása
A 4. század közepén a lakosság az egyre veszélyesebb határzónából a provincia belseje felé húzódott, az 5. század elejére a polgárvárost már elhagyta, így a terület lassan elnéptelenedett. Egyes régészeti leletek germán népesség megtelepedésére utalnak, akik a felhagyott római erősségekben és villákban húzódtak meg. A hun terjeszkedésnek Róma sem tudott ellenállni, egy szerződés értelmében 433-ban Pannonia területét átadták a hunoknak. Ekkor Aquincum települését már nem lehetett városiasnak nevezni, a még lakható épületeket agyagfalakkal osztották kisebb részekre, döngölt agyagpadlókkal látták el őket és tűzhelyet raktak a sarkukba.
Aquincum kőépületei és a tábor kőfalai több népvándorlás korabeli népet vonzottak ide; longobárdok, avarok és honfoglalás korabeli magyarok leletei egyaránt megtalálhatóak bennük. Bár római népesség helyben nem maradt, a romok folyamatos használata révén a település tovább használatban volt: míg Óbudán, a késő római castrum területén korai Árpád-kori település alakult ki, addig a bal parton Contra-Aquincum falai körül Pest elődje jött létre. A középkori város utcarendszerét, építészetét és városképét mindkét helyen meghatározták a római romok.

## Élet Aquincumban

### Lakosság
Aquincum lakossága fénykorában, a 3. században körülbelül 50-60 000 fő lehetett, és nagyon heterogén volt: katonák, közigazgatási alkalmazottak, kereskedők, iparosok alkották. Társadalmuk nyitott volt a helyiek és a jövevények együttélési kényszere miatt. Az aquincumi lakosság gyorsabban vette át az új dolgokat, mint a provincia vagy a birodalom belsejében lévő városoké.
A roxolán-szarmata háborúk után, a folyamatos barbár támadásoknak kitett Aquincum és a hozzátartozó limesszakasz lakói a provincia belseje felé menekültek, helyükre alig romanizált barbárokat telepítettek, ami hozzájárult Aquincum fokozatos elbarbarizálódásához.

### Ipar és kereskedelem

#### Utak
Mivel a Dunakanyar alatt először Aquincumnál nyílt lehetőség az Alföldre való biztonságos átkelésre, ezért már az őskor óta kihasználták ezt az adottságot. Szinte minden irányból itt futottak össze az utak, amiket a római korban birodalmi távolsági utakká alakítottak: kiszélesítették őket, kijavították az alapozásukat, kőlapokkal (többnyire bazalttal) rakták ki, mérföldkövekkel látták el őket. Ezeknek az utaknak a forgalma Aquincumot Pannonia legjelentősebb piachelyévé tette, ami vetekedett a borostyánút menti városokkal.
A korabeli térképek és leírások szerint a három legfontosabb út:
- a Dunával párhuzamos limesút, ez - a régészeti leletek alapján - csak Domitianus idejére készült el, sok évtizednyi munka után,
- a Brigetio-Aquincum összekötő út, ami a két légiótábor védelmében, a mai 10-es főút vonalában levágja a Dunakanyar háromszögét és lerövidíti a limesutat,
- az Adria melléki legfontosabb kikötővárosból, Aquileiából érkező távolsági út, a via Postumia északkeleti meghosszabbítása a Balatont is érintve a provincia keleti határszakaszához.

A három út egymás után készült el, az utóbbin már az 1. század közepétől érkeztek a katonai alakulatok és az ellátásukhoz szükséges szállítmányok. Az utak elsősorban a hadsereg utánpótlását, ellátását voltak hivatottak kiszolgálni, csak másodsorban a civil lakosság ellátását célzó áruszállításokat, valamint az Alfölddel és Daciával való árucserét. A limesút mellett a via Postumiáé volt a vezérszerep, mert a határral párhuzamosan futó út csak a 2. század elejére épült ki, de még akkor sem pótolta a via Postumiát.
A borostyánút és a via Postumia Pannonián belüli átlós meghosszabbítása forgalmában az 1-2. században következett be az első jelentős változás, amikor 106-ban Traianus császár kettéosztotta a provinciát, és mindkét új székhely felkerült a Duna mellé, a határra. A borostyánkőút forgalmában ez nagy változást nem okozott, de Aquincum esetében már sokkal több mozgás történt az átlós úton. Ugyanakkor nemcsak Aquincum ellátása, de az új provincia, Dacia megszállásának előkészületei és megalapítása is forgalmasabbá tette ezt az utat. Ezenkívül Aquincumból kereskedtek a barbaricummal is. A Duna menti limesút is fontos szerepet játszott Aquincum életében, mivel ezen is jelentős volt a forgalom: a hadsereg élelmiszerrel és a lakosság luxuscikkekkel való ellátását is ezen az úton bonyolították.
Amikor Caracalla idejében a Pannonia Superior és Inferior területe nagyjából kiegyenlítődött, akkor az utak szerepében is változás állt be. A borostyánkőút szerepe csökkent, az átlós úté növekedett. Később, a tetrarchia idején az Inferiort további két részre oszották, és a polgári igazgatást hátrébb vonták a limestől. Ezzel a kormányzat szinte elismerte, hogy a Dunán és a Duna menti utakon, a limesúton többé nem tudja szavatolni a polgári szállítások biztonságát. Ennek ellenére a 4. századra nemcsak helyreáll, de némiképp növekszik is a forgalom az átlós utakon (Sopianae-Savaria, Poetovio-Aquincum, Sabaria-Aquincum).

#### Kereskedelem
Az utakon a hadsereg élelmiszerellátását biztosították, valamint a helyi polgári lakosság életéhez nélkülözhetetlen árucikkeket és luxusholmikat szállítottak. Ezeket később már betelepült kézművesek állították elő: újfajta építőanyagokat, agyagmécsest, üvegkészleteket, terra sigillatát, ékszereket.
A helyi kereskedeők és iparosok sokszor más tartományokból költöztek Pannoniába és Aquincumba, leányvállalatokat alapítottak, egyesületekbe tömörültek. Egy ilyen egyesület volt a Collegium Agrippinensium Transalpini is, ami Rajna menti kereskedőket tömörített. Marcus Aurelius alatt Aquileát többször lerohanták, kifosztották. Évtizedekbe telt, mire kézműiparát helyreállította. Ezalatt az idő alatt nem tudott konkurálni a Rajna menti nagybani árutermeléssel, egyszerű borostyánékszereit csak az Aquincum előterében élő lovas nomádoknak tudta eladni. A pannoniai limesen állomásozó hadsereg pedig inkább galliai és raetiai árut vásárolt.
A 4. században azonban aquileiai közvetítéssel érkeztek Aquincumba itáliai, szíriai és afrikai áruk: üveg, selyem, parafa, a déligyümölcsök közül füge és datolya, olaj és bor. Ezek az új árufajták azért figyelemreméltóak, mert később, a keresztényi középkorban ezek a tiltott, csak a kínaiak által ismert cikkek között szerepeltek. Újra megjelent az aquileiai borostyánkőékszer is. A törékeny áruk, elsősorban az afrikai ókeresztény mécsesek, a terra sigillata chiara és az üvegáruk megjelenése a 4. század végén és az 5. század első évtizedeiben azt jelzik, hogy az Aquiela-Aquincum út ismét biztonságossá vált, és a lakosságnak újra igénye és pénze is volt a luxuscikkek megvásárlására.

### Közművek
Ahogy a legtöbb városban, Aquincumban is javarészt ásott kutakkal oldották meg a vízellátást, de mivel ez nem volt elegendő, azokból a mintegy öt kilométerre lévő forrásokból kellett vizet vezetni a városba, amik ma is táplálják a Római fürdő-Erdei strandot. A rómaiak ezt a feladatot aquaeductusszal, azaz épített vízvezetékkel oldották meg. A források vizét ez víztorony segítségével egy több méter magas, épített, boltozatos kőfalon vezették a polgárvárosig, majd onnan a katonai táborig. A városon belül a vizet és a szennyvizet föld alatti csatornákon osztották szét és gyűjtötték össze.

### Katasztrófavédelem
Aquincumban is felkészültek az esetleges katasztrófákra, 150 körül felállították tűzoltótestületüket, ami 150 tagot számlált, és több szakaszra osztva, egy parancsnok vezetésével látta el a polgárváros és a canabae oltási és éjszakai megfigyelési feladatait. Székházuk pincéjéből került elő a víziorgona maradványa, ami ma helyreállítva tekinthető és szólaltatható meg.

### Ünnepek, vallás

#### Szentélyek
Aquincumban több római istennek is szentélyt állítottak: a légiótábor területéről került elő egy Silvanus-szentélyre utaló oltárkő, volt Mithras-szentély is.

#### Ünnepek
A légiótáborban megünnepelték Pegazus napját (március 7.) mivel a Pegazus volt a legio II Adiutrix címerállata. Az ünnep alatt a légió állományában lévő zenészek felvonulást rendeztek.

#### Császárok Aquincumban
A városba többször is ellátogattak a Római Birodalom császárai, némelyikük többször is. Már a légiótábor felavatásán, azaz Aquincum alapításán részt vett Domitianus. A császárok látogatása mindig alkalmat adott az ünneplésre. Amikor 214-ben Caracalla két azonos területre osztotta Pannoniát, és az új helyzetet Aquincumban hirdették ki, nagy felújításokat végeztek a légiótábor létesítményein, renoválták és bővítették a helytartói palotát is. Az ünnepségeket, amiken a császár anyja is részt vett, az amfiteátrumban tartották.
A római császárok az alábbi időpontokban látogatták meg a várost:
| - Domitianus: 86, 89, 92–93 - Traianus: 98 - Hadrianus: 124 - Marcus Aurelius: 172–173, 175, 178–179 - Commodus: 179, 180 - Septimius Severus: 202 - Caracalla: 202, 214 (anyjával), 216 - Elagabalus: 219 - Alexander Severus: 232 - Maximinus Thrax: 236 - Decius: 251 | - Ingenuus: 258 - Regalianus: 259 - Gallienus: 260 - Aurelianus: 273 (?) - Probus: 278 - Diocletianus: 288–289, 294 - I. Constantinus: 308, 315 (?), 332 - Constans: 342 - II. Constantinus: 359 |

## A rómaiak után

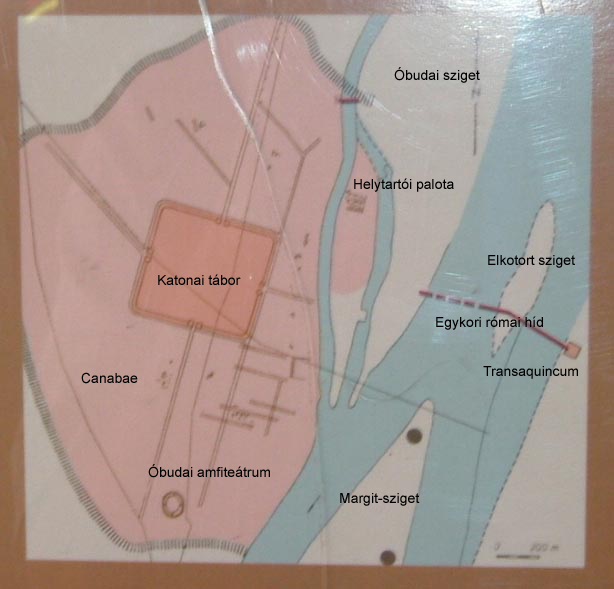
Aquincum légiós tábor térképe a feltételezett római kori Duna-híd pozíciójával

Miután Aquincumot a Római Birodalom feladta, a romokon tovább folyt az élet. A honfoglalás idején a terület lakott volt.
dux arpad et omnes sui primates conmuni consilio et pari consensu ac libera uoluntate, egredientes de insula, castra metati sunt ultra surcusar usque ad fluuium racus. Et dum uidissent quod undique tuti esent, nec aliquis eis obsistere ualeret, transierunt danubium. Et portum ibi transitum fecerent, portum moger nominauerunt, eo quod vii. Principales persone qui hetumoger dicti sunt ibi danubium transnauigauerunt. Transito danubio castra metati sunt iuxta danubium usque ad aquas calidas superiores. Et hoc autido omnes romani per terram pannonie habitantes uitam fuga seruauerunt. Secundo autem die dux arpad et omnes sui primates cum omnibus militibus hungarie intrauerunt in ciuitatem atthile regis. Et uiderunt omnia palacia regalia quedam destructa usque ad fundamentum quedam non, et ammirabantur ultra modum omnia illa edificia lapidea. Et facti sunt leti ultra quam dici potest, eo quod capere meruerunt sine bello ciuitatem atthile regis, ex cuius progenie dux arpad descenderat
Árpád vezér meg összes főemberei közös elhatározással, egyetértéssel és szabad akarattal kivonultak a szigetről, tábort ütöttek Soroksáron túl a Rákos vizéig. S midőn látták, hogy mindenfelől bátorságban vannak, és senki sem bír nekik ellentállani, átkeltek a Dunán. A révet, ahol az átkelést végrehajtották, Magyar-révnek nevezték el azért, mert a hét fejedelmi személy, akit hétmagyarnak mondtak, ott hajózott át a Dunán. Mikor odaát voltak, tábort ütöttek a Duna mellett a felhévizekig. Ennek hallatára a Pannónia földjén lakó összes rómaiak futással biztosították életüket. Másnap pedig Árpád vezér meg minden főembere, Magyarország valamennyi vitézével együtt, bevonult Attila király városába. Ott látták a királyi palotákat - egyeseket földig romban, másokat nem -, és fölötte csodálták mindazt a kőépületet. Kimondhatatlanul felvidultak, mivel érdemesek lettek arra, hogy elfoglalják - s méghozzá háború nélkül - Attila király városát, kinek az ivadékából származott Árpád vezér.
Habár Anonymus a Rákos vizéről (fluuium racus) ír, egy Ősbuda-elmélet szerint régészeti leletek és adatok igazolják, hogy az ősi városközpont, amelyet Anonymus Attila városának mond, nem a mai Óbuda azaz Aquincum területén, hanem az Esztergom-Dömös-Marót-Visegrád-Pilisszentkereszt határolta területen lehetett valamikor.
Keresztény püspökség jött létre, ami a Birodalom megszűnte után is összefogta az itt élőket. Constantinus korában nagy erődöt építettek a Duna-parton, amiről bebizonyosodott, hogy még évszázadokon keresztül lakott volt, és csak a 14. század végén kezdték el a bontását. Épült három ókeresztény bazilika is a 4. században, a hozzájuk tartozó kolostorokkal, amiket szintén sokáig használtak.
A honfoglalás idején az itt élő lakosság a keresztény hit valamelyik változatát vallotta. A belvárosi plébániatemplom ma Magyarország egyetlen olyan temploma, amit a 4. századtól mostanáig folyamatosan a keresztény egyház használt. Így érthető, ha Szent István koronázása után az ország központját ebben a térségben (Esztergom-Budapest-Székesfehérvár) jelölte ki, és a Rex Pannoniae címet is használta.

## Aquincum bemutatása ma

### Aquincum feltárása
Aquincum feltárása Magyarország legnagyobb régészeti vállalkozásának tekinthető, 2004-ig összesen 742 ásatást végeztek itt. 23 régészeti romcsoport park látható Budapesten, ezek feltárása és bemutatása néha nehézségekbe ütközik. A két legjelentősebb bemutató terület a Táborvárosi Múzeum és az Aquincumi Múzeum.

### A Táborvárosi Múzeum
1950-ben épületek alapozása során kerültek elő a táborváros romjai. A Pacsirtamező utca 63. alatt létesült a Táborvárosi Múzeum, egy vendégfogadó romjain. Jelentősek a fennmaradt falfestmények.
Az Aquincumi Múzeumot az egykori polgárváros romjai veszik körül a Szentendrei út mindkét oldalán. Az 1879-ben kezdődött ásatásokat Torma Károly vezette. A romkertben jól kivehetőek az egykori város különböző épületei, így a piac, a Mithrász-szentély, a nagy közfürdő és a fórum. A fedett részen falfestmények, sírkövek, szobrok láthatók, az állandó kiállításon pedig többek között a 228-ból származó víziorgona rekonstruált, ma is megszólaltatható példánya.

## Képgaléria

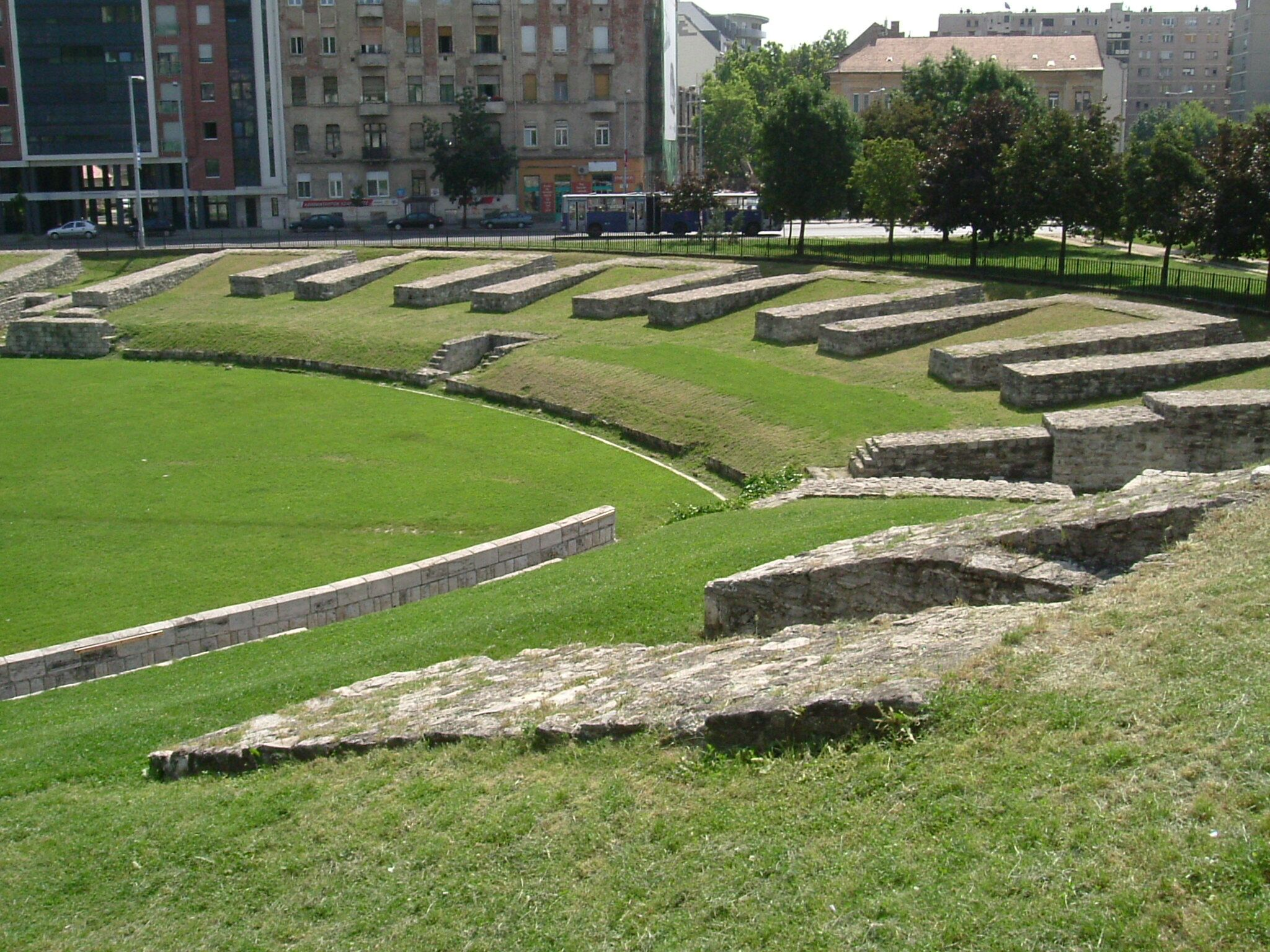
Aquincum: Nagyszombat utcai amfiteátrum
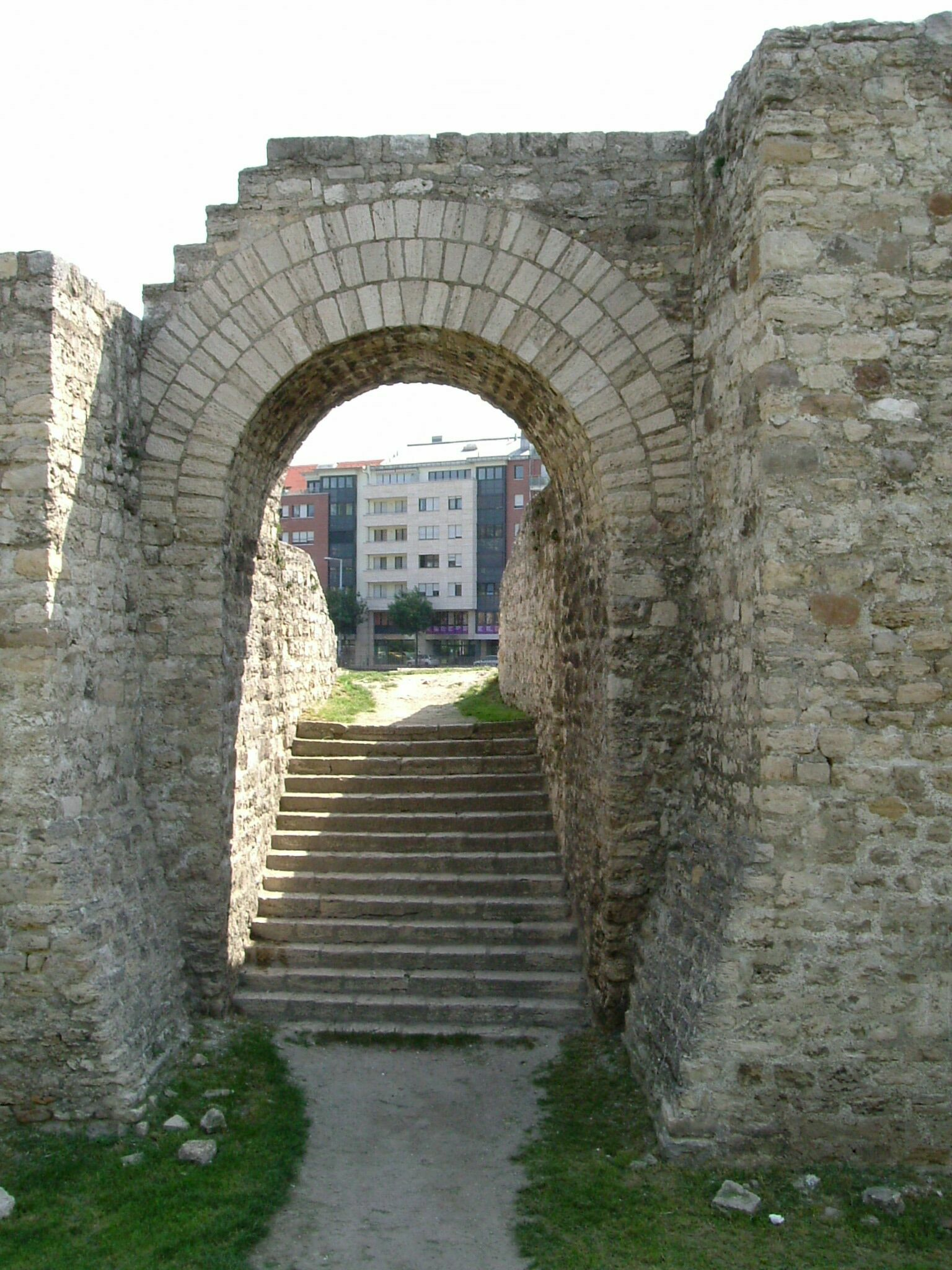
Nagyszombat utcai amfiteátrum, bejárat
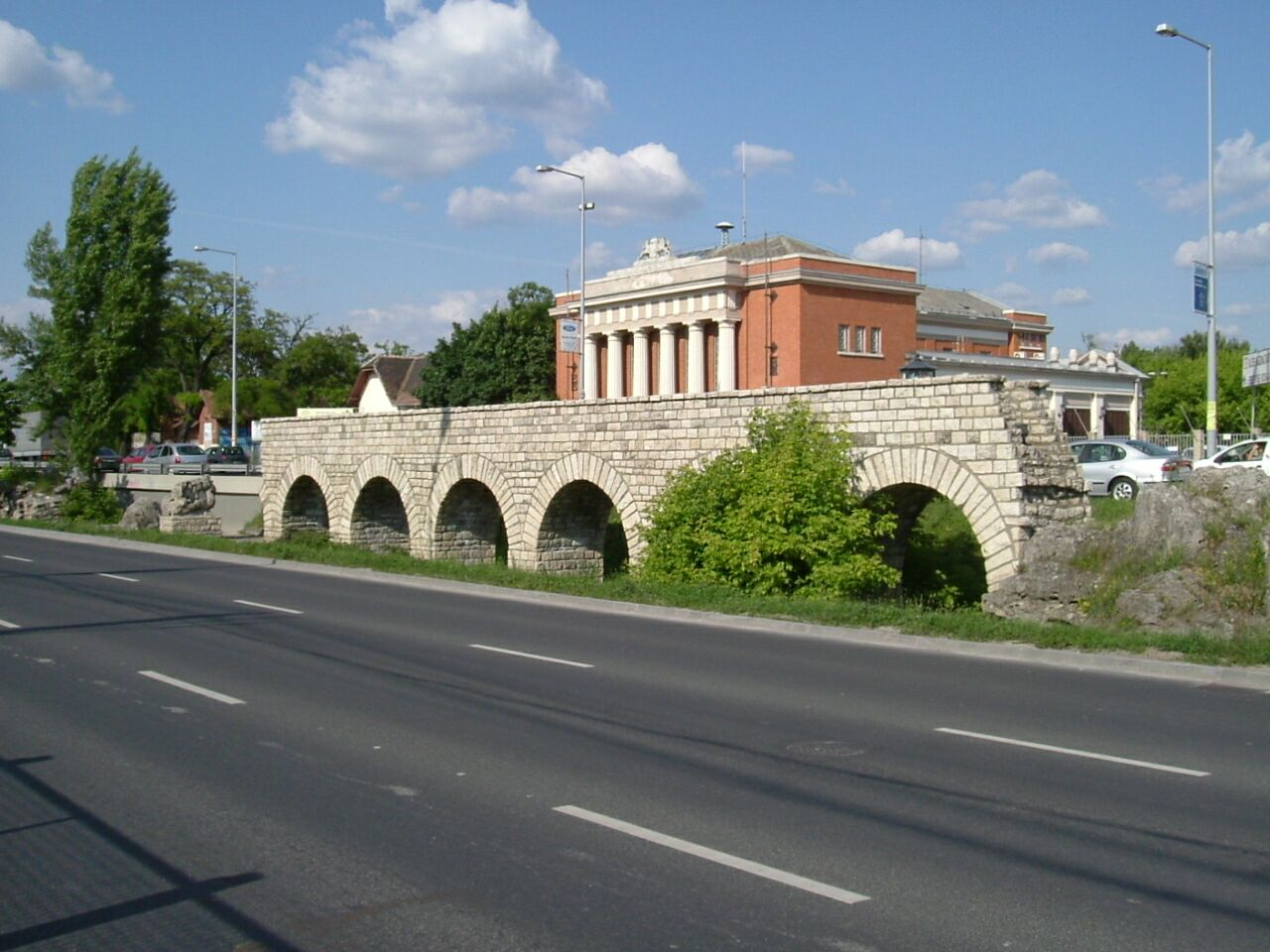
Az akvadukt rekonstruált részlete
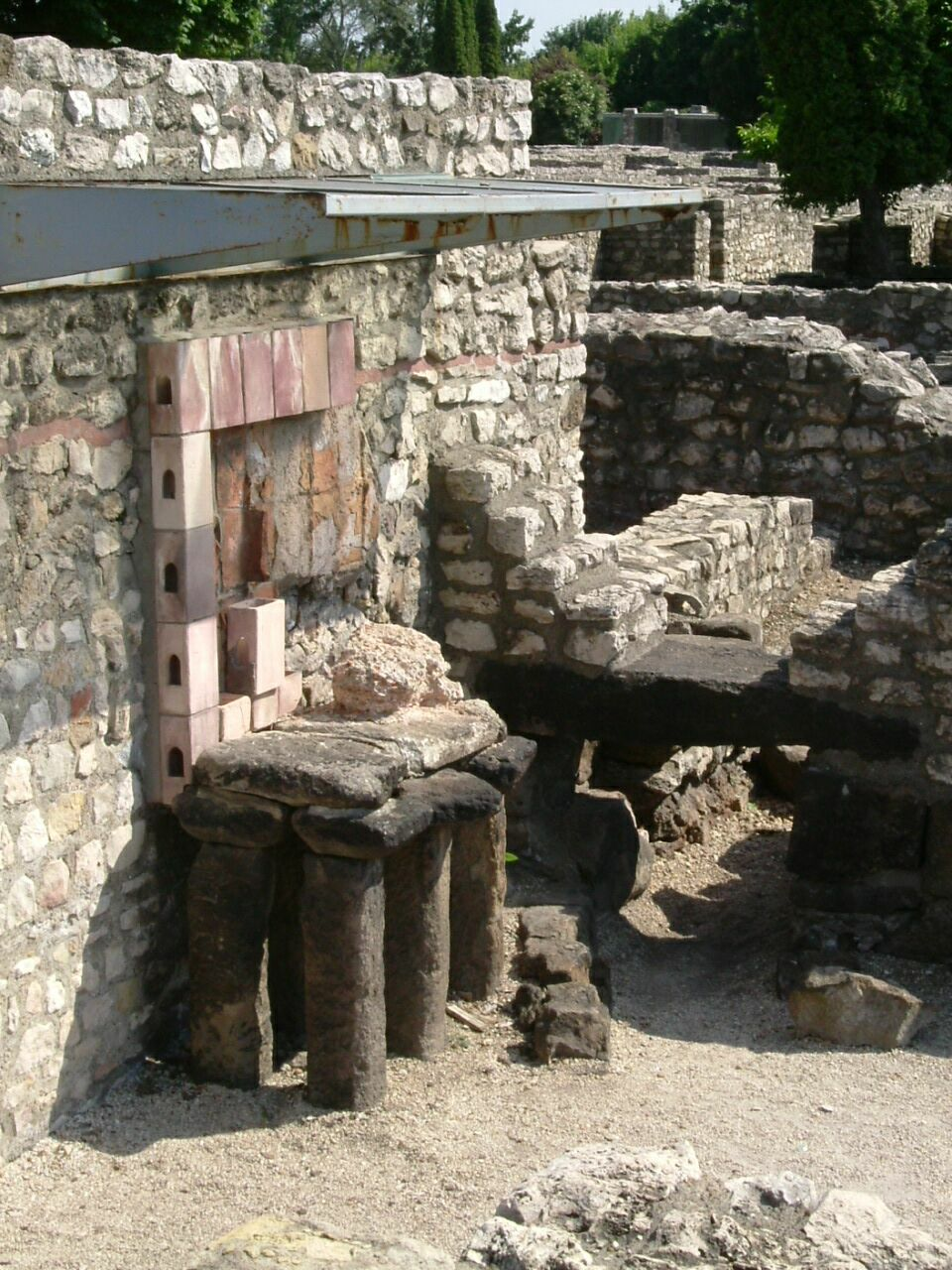
Fürdő romjai. Padlófűtés
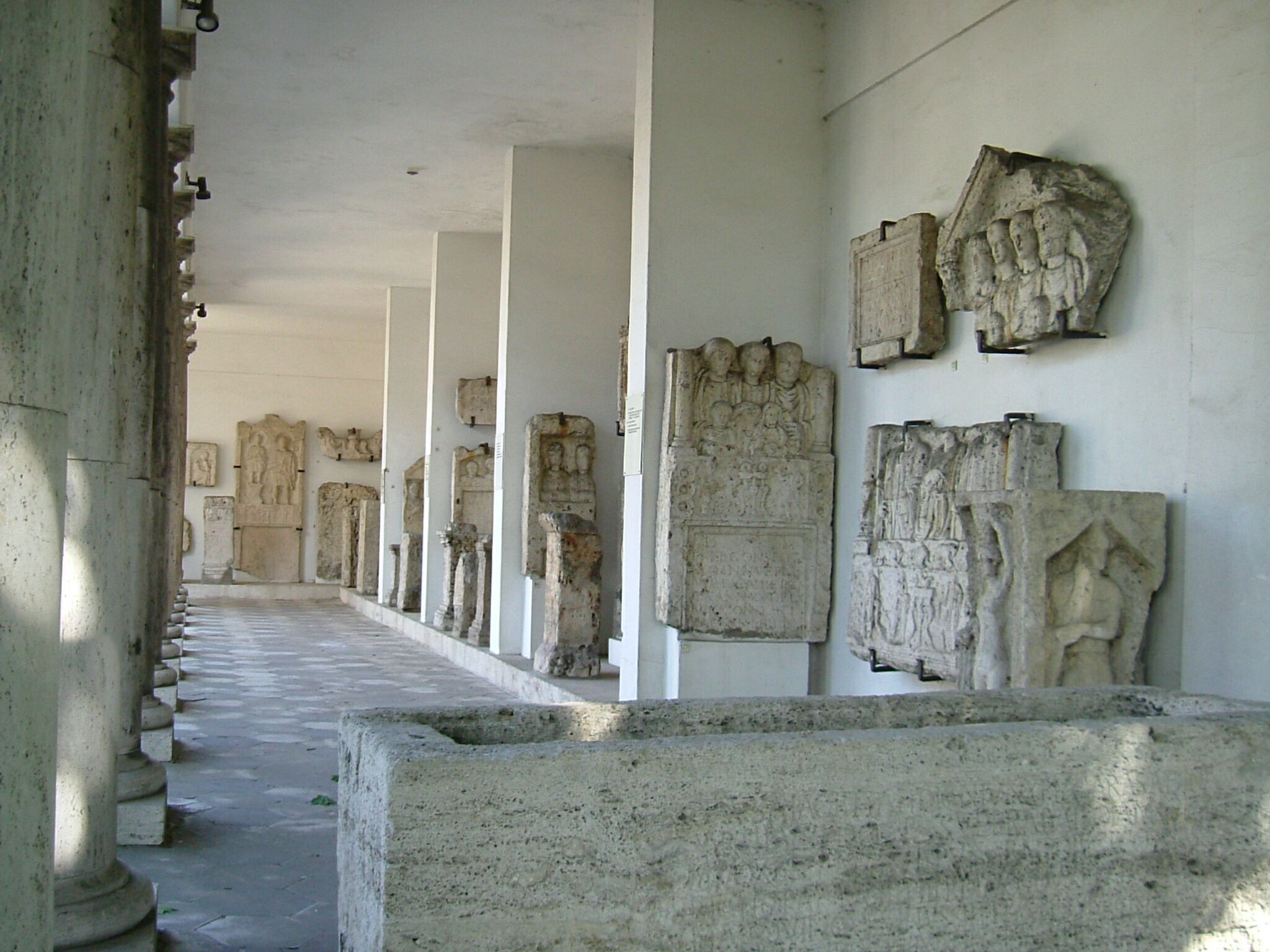
Lapidárium
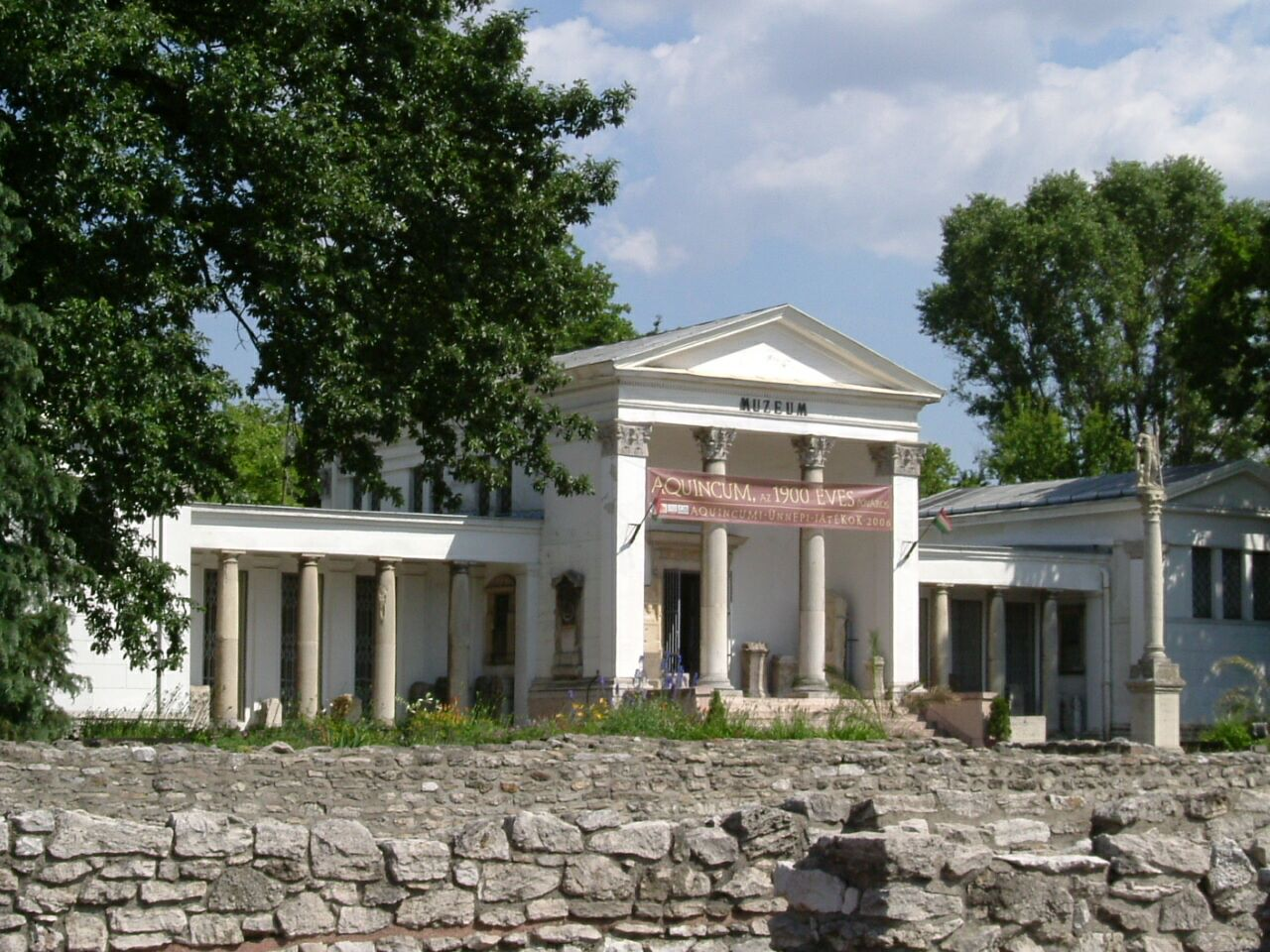
Aquincumi múzeum
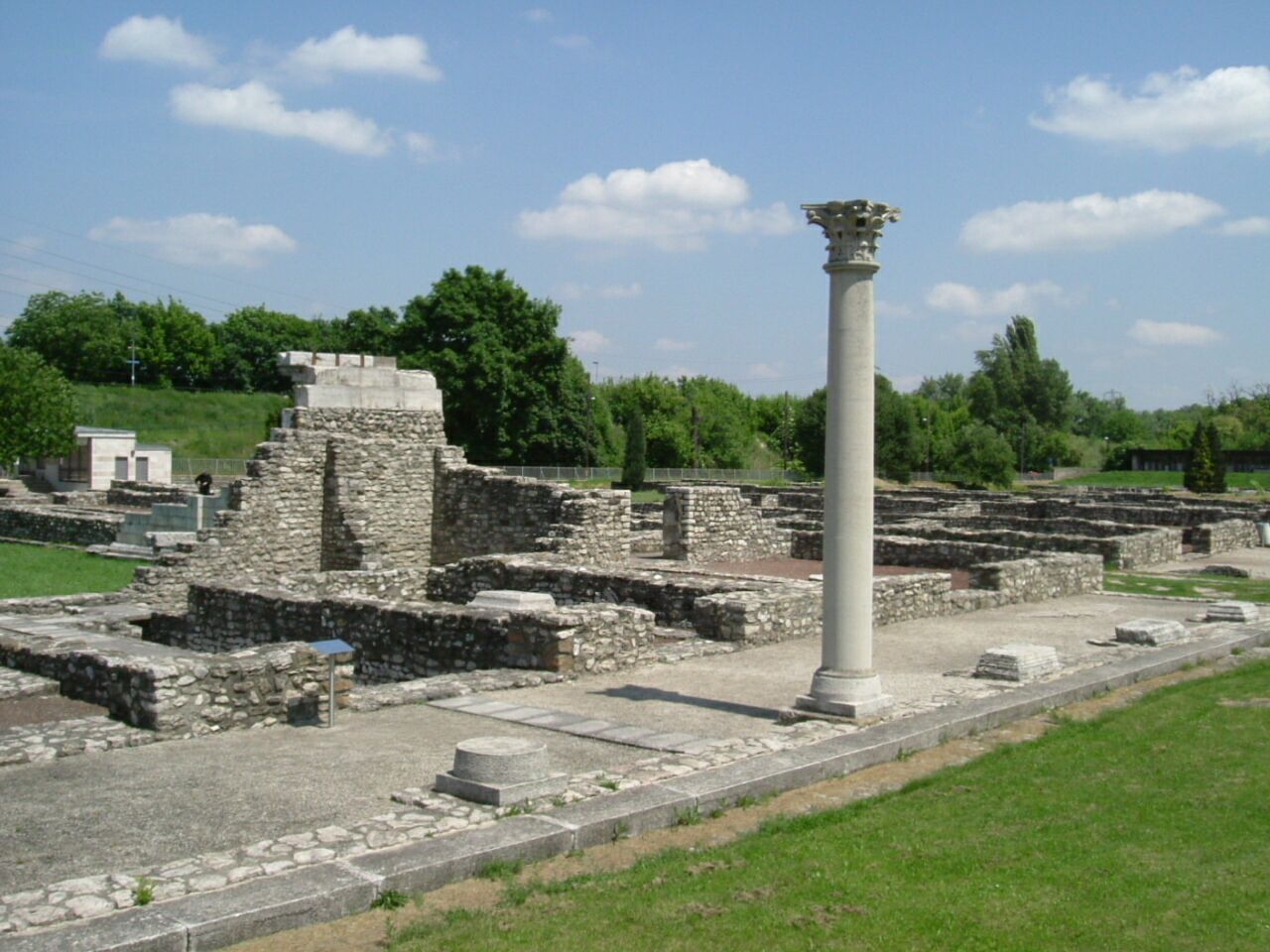
Polgárvárosi romok
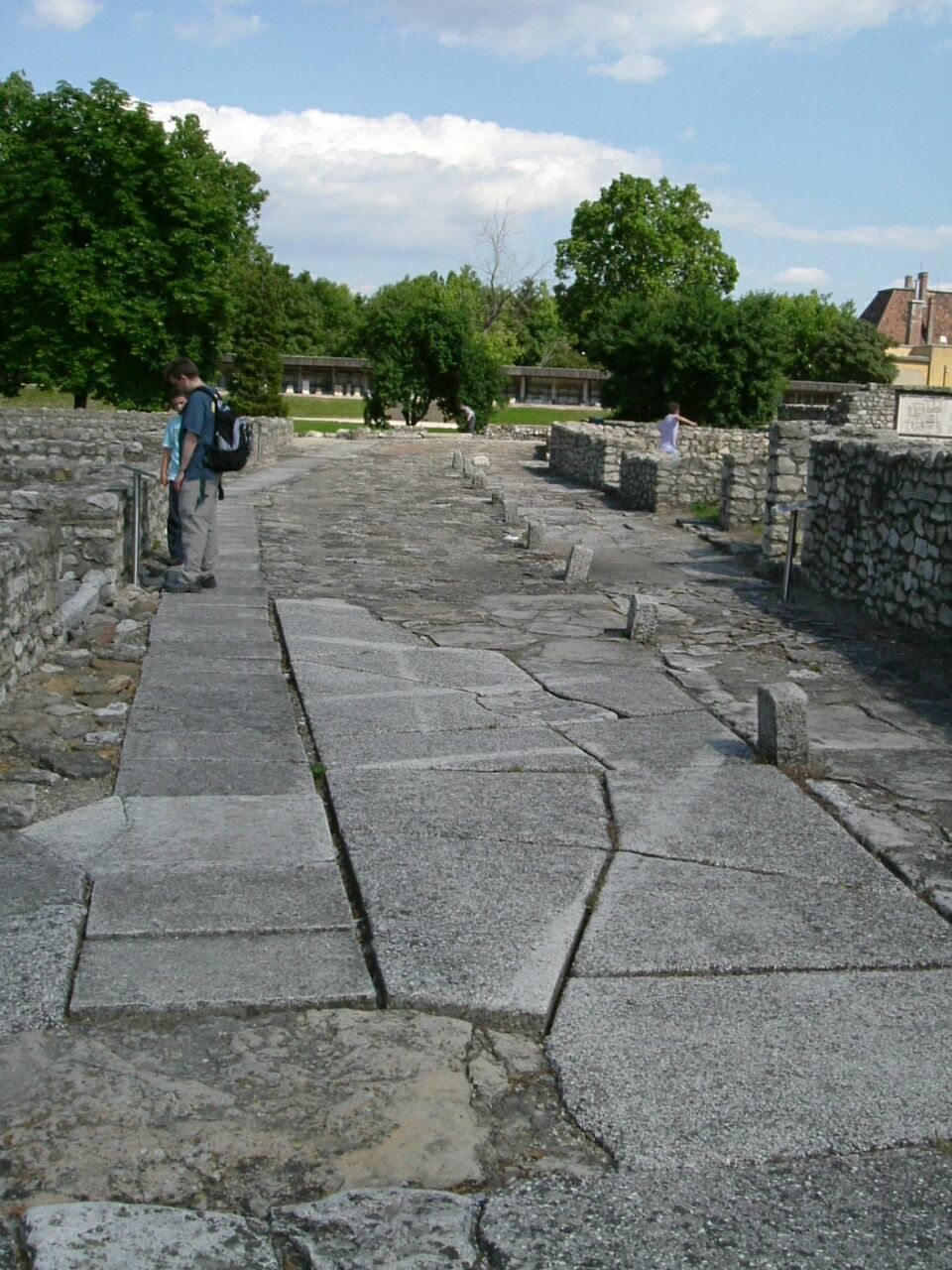
Ókori utca a polgárvárosban
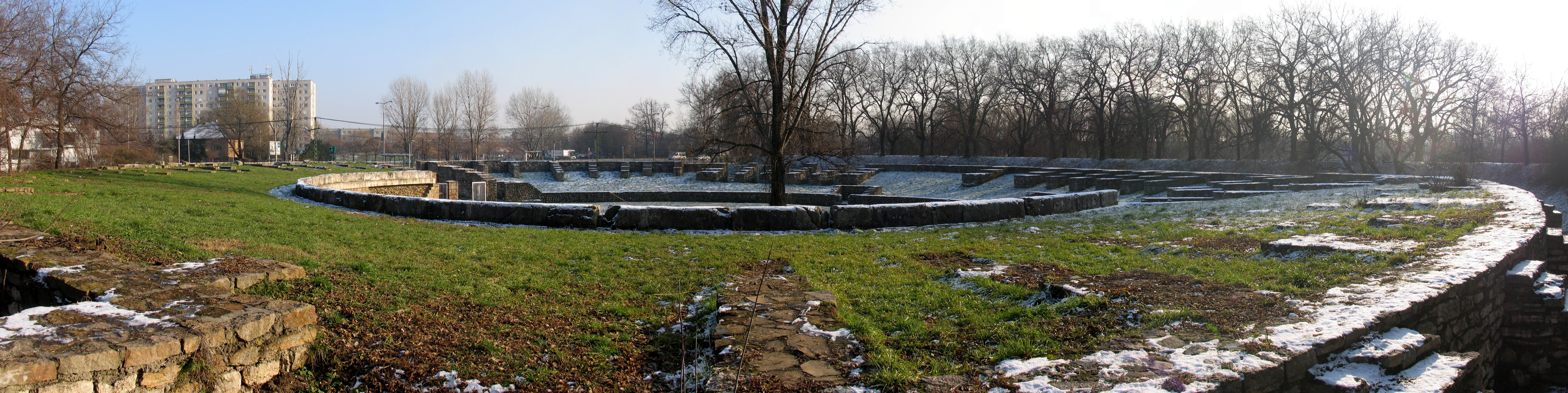
A polgárvárosi amfiteátrum panorámaképe
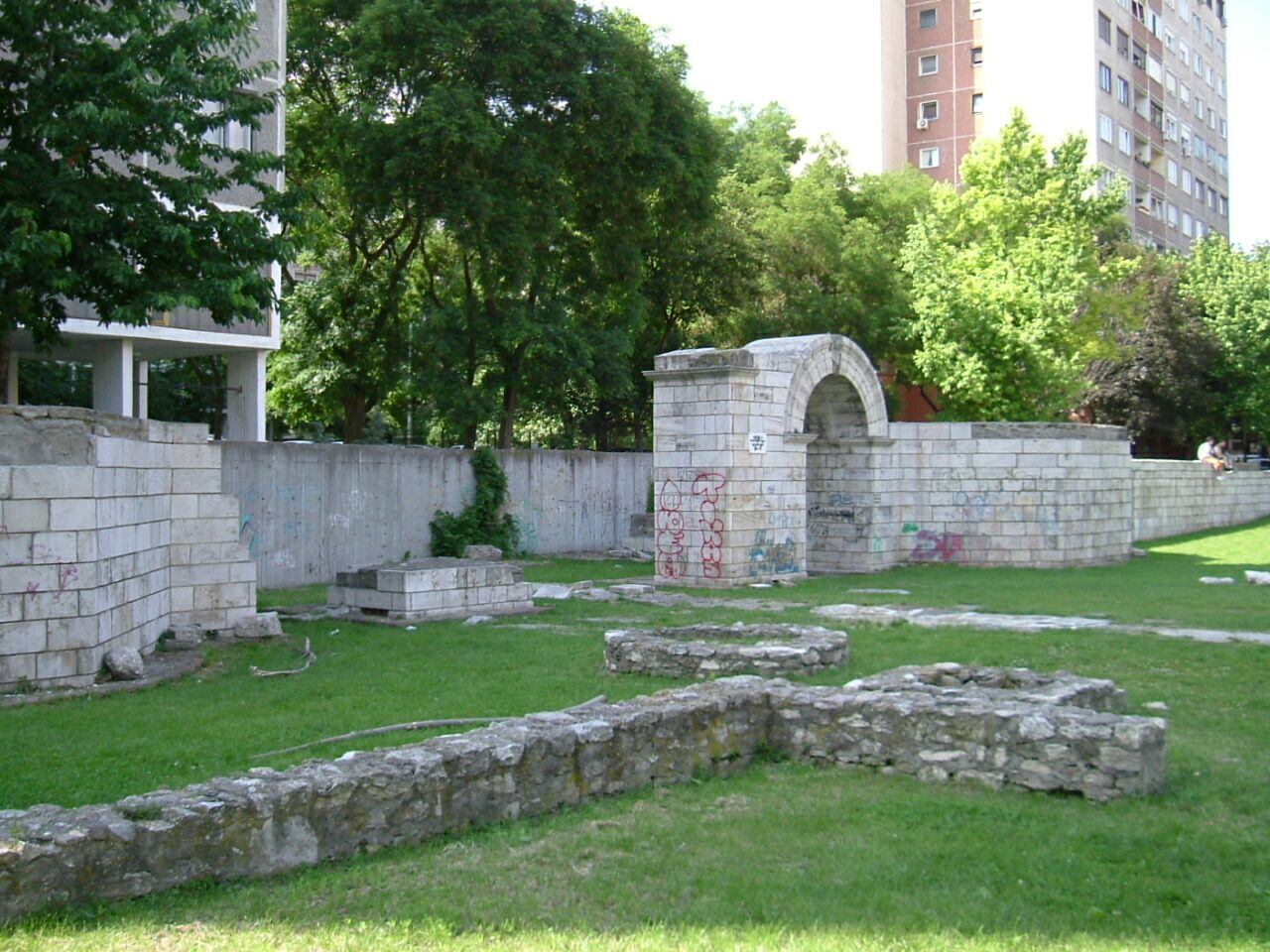
A tábor restaurált keleti kapuja
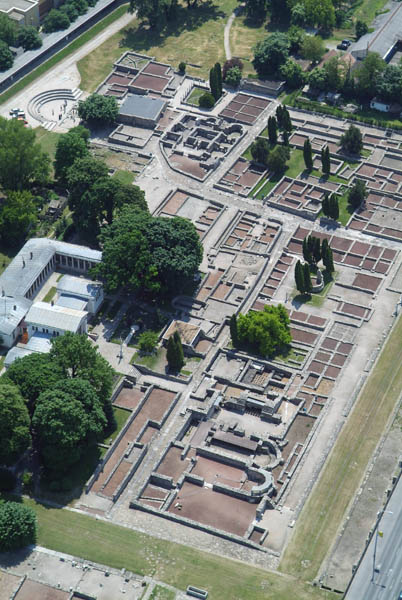
Polgárváros légi fotója
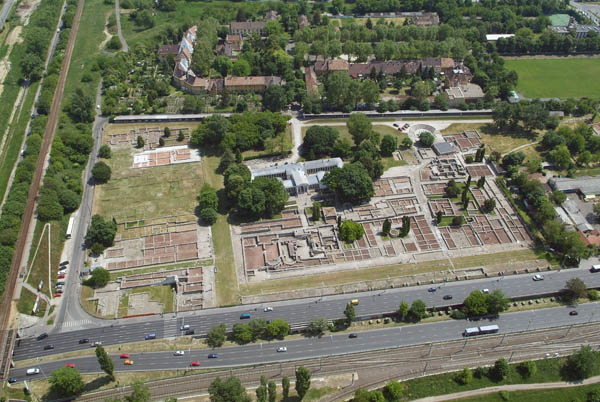
Polgárváros légi fotója
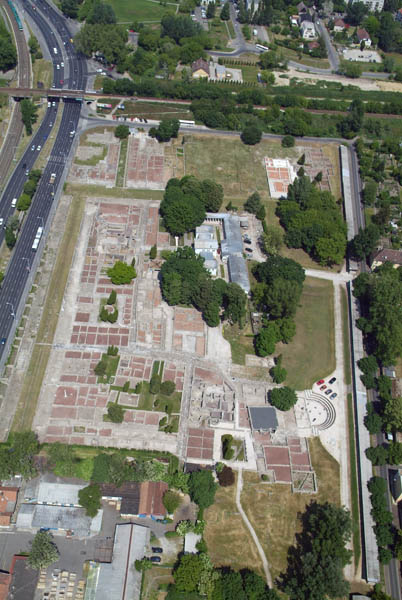
Polgárváros légi fotója

## Ajánlott irodalom
- Kuzsinszky, Bálint. Az aquincumi múzeum és kőemlékei, Budapest Régiségei 5, 95-164. o. (1897)
- Kuzsinszky, Bálint. Aquincum. Az ásatások és a múzeum ismertetése, 7. átdolg. kiadás, Budapest: Budapest Székesfőváros (1933)
- Alföldi, András, László Gyula, Nagy Lajos. Budapest története, I (1942)
- Szilágyi, János. Aquincum (1956)
- Németh, Margit. Vezető az Aquincumi Múzeum kőtárában (1971)
- Póczy, Klára. Az aquincumi légióstábor és a katonaváros romjainak feltárása és műemléki bemutatása, Budapest Régiségei 24, 11-30. o. (1976)
- Póczy, Klára. Aquincum - castra, canabae, colonia. Az 1976-1980 közötti időszak ásatási eredményeinek összefoglalása, Budapest Régiségei 25, 15-34. o. (1984)
- Kaiser, Anna, Póczy Klára. Budapest római öröksége (1985)
- Zsidi Paula: Az Aquincumi Polgárváros, BTM Aquincumi Múzeum, Archaeolinqua Alapítvány
- Németh Margit: Az aquincumi Hercules villa és a katonaváros emlékei (2006) BTM Aquincumi Múzeum, Archaeolinqua Alapítvány
- Németh Margit: Az aquincumi Fürdő Múzeum (2006) BTM Aquincumi Múzeum, Archaeolinqua Alapítvány